# 石洞乡 (绵阳市)
石洞乡，是中华人民共和国四川省绵阳市涪城区曾经下辖的一个乡。2019年12月，撤销石洞乡，将其所属行政区域划归吴家镇管辖。

## 行政区划
石洞乡撤销前下辖以下地区：
观音碑村、天池山村、文昌宫村、爱民村、泡桐树村、戴家林村和三清观村。